# Aleksiej Baranow
Aleksiej Aleksiejewicz Baranow (ros. Алексей Алексеевич Баранов, ur. 1904 we wsi Znamionki w guberni kostromskiej, zm. 1970) – radziecki polityk.

## Życiorys
Od 1925 słuchacz fakultetu robotniczego przy Iwanowo-Wozniesienskim Instytucie Politechnicznym, 1926 został członkiem WKP(b), od 1928 studiował w Moskiewskim Uniwersytecie Państwowym, po czym został aspirantem Instytutu Budownictwa Radzieckiego przy WCIK, gdzie później był kierownikiem działu. Kierownik Krajowego Oddziału Rolniczego w Ordżonikidze (obecnie Władykaukaz), 1941–1944 I zastępca przewodniczącego, a 1944–1952 przewodniczący Komitetu Wykonawczego Stawropolskiej Rady Krajowej, w 1952 instruktor Wydziału Organów Partyjnych, Związkowych i Komsomolskich KC WKP(b). Od 28 maja 1952 do 12 maja 1953 przewodniczący Komitetu Wykonawczego Uljanowskiej Rady Obwodowej, później zastępca zarządzającego sprawami Rady Ministrów RFSRR.

## Odznaczenia
- Order Lenina
- Order Wojny Ojczyźnianej I klasy
- Order Znak Honoru (16 marca 1940)